# Manuel dos Santos Júnior
Manuel dos Santos Júnior (* 22. Februar 1939 in Guararapes) ist ein ehemaliger brasilianischer Schwimmer.
Santos nahm erstmals im Alter von 16 Jahren an internationalen Wettkämpfen teil – den Panamerikanischen Spielen 1955. 1956 gewann er bei den Südamerikanischen Schwimmmeisterschaften mit der Staffel über 4 × 100 m Freistil Silber. An der Olympiaqualifikation für die Olympischen Spiele im selben Jahr scheiterte der Brasilianer um 0,2 Sekunden. Auch in den folgenden Jahren bis zu den nächsten Olympischen Sommerspielen konnte er einige weitere Medaillen gewinnen. Bei den Olympischen Spielen 1960 nahm er am Wettbewerb über 100 m Freistil teil und gewann die Bronzemedaille. Nach diesem Wettbewerb nahm er an weiteren Meisterschaften teil und stellte im September 1961 einen neuen Weltrekord über 100 m Freistil auf.